# Koutchesfahan
Koutchesfahan (en persan : کوچصفهان Kučeṣfahân) est une localité de la préfecture de Rasht, dans la province de Guilan en Iran.